# نيكولاس سيوبي
نيكولاس سيوبي (11 أغسطس 1979 بتولوز في فرنسا - ) (بالفرنسية: Nicolas Seube)‏ هو لاعب كرة قدم فرنسي في مركزي الوسط والدفاع. لعب مع نادي تولوز ونادي كاين.

## وصلات خارجية
- نيكولاس سيوبي على موقع رابطة كرة القدم الفرنسية للمحترفين (الإنجليزية)
- نيكولاس سيوبي على موقع إي إس بي إن إف سي (الإنجليزية)
- نيكولاس سيوبي على موقع قاعدة بيانات كرة القدم.إي يو (الإنجليزية)
- نيكولاس سيوبي على موقع ليكيب (الفرنسية)
- نيكولاس سيوبي على موقع Soccerbase.com (لاعب) (الإنجليزية)
- نيكولاس سيوبي على موقع Soccerway.com (الإنجليزية)
- نيكولاس سيوبي على موقع عالم كرة القدم.نت (الإنجليزية)
- نيكولاس سيوبي على موقع AS.com (الإسبانية)